# 蒼翼默示錄系列
蒼翼默示錄為亞克系統（Arc System Works）所開發的2D對戰格鬥遊戲系列。依據此遊戲改編的動畫於2013年10月8日深夜起開始播放。

## 游戏作品列表

### 主系列作品
| 发售年份 | 名称                                                                                          | 平台                                                     | 备注 |
| -------- | --------------------------------------------------------------------------------------------- | -------------------------------------------------------- | --- |
| 2008年   | 苍翼默示录：災厄觸發 BlazBlue: Calamity Trigger ブレイブルー カラミティ・トリガー/蒼の継承者  | 街机 Xbox 360 PlayStation 3 PlayStation Portable Windows | - 游戏最初于2008年提供街机框体，2009年移植到Xbox 360和PlayStation 3平台， 2010年移植到PlayStation Portatable和Windows平台。 - PSP版本称作《BlazBlue Portable》 |
| 2009年   | 苍翼默示录：连续变换 BlazBlue: Continuum Shift ブレイブルー コンティニュアム・シフト/確率事象 | 街机 Xbox 360 PlayStation 3                              | - 游戏最初于2009年提供街机框体，2010年移植到Xbox 360和PlayStation 3平台                                                                                        |
| 2012年   | 苍翼默示录：刻之幻影 BlazBlue: Chrono Phantasma ブレイブルー クロノファンタズマ               | 街机 PlayStation 3 PlayStation Vita                      | - 游戏最初于2012年提供街机框体，2013年移植到PlayStation 3平台， 2014年移植到PlayStation Vita平台                                                               |
| 2015年   | 苍翼默示录：神观之梦 BlazBlue: Central Fiction ブレイブルー セントラルフィクション/神の観る夢 | 街机 PlayStation 3 PlayStation 4 Windows                 | - 游戏最初于2015年提供街机框体，2016年移植到PlayStation 3、PlayStation 4平台， 2017年移植到Windows平台 - 游戏的PS4版本提供繁体中文游戏内容                     |

### 资料片
| 发售年份 | 名称 | 平台                                                                      | 备注 |
| -------- | --- | ------------------------------------------------------------------------- | --- |
| 2010年   | 苍翼默示录：连续变换2 BlazBlue: Continuum Shift II ブレイブルー コンティニュアム・シフト ツー                  | 街机 Xbox 360 PlayStation 3 PlayStation Portable 任天堂3DS                | - 游戏最初于2010年提供街机框体，2011年移植到PlayStation Portable和任天堂3DS平台 - 拥有《苍翼默示录:连续变换》的X360和PS3玩家可以通过下载补丁免费获得该版本。 - 掌机版本没有在线对战功能                   |
| 2011年   | 苍翼默示录：连续变换扩展版 BlazBlue: Continuum Shift Extend ブレイブルー コンティニュアム・シフト エクステンド | 街机 Xbox 360 PlayStation 3 PlayStation Vita PlayStation Portable Windows | - 游戏最初于2011年提供街机框体，同年移植到Xbox 360、PlayStation 3和PlayStation Vita平台， 2012年移植到PlayStation Portable平台，2014年移植到Windows平台， - PSP版本仅在日本地区发售，并且没有在线对战功能 |
| 2015年   | 苍翼默示录：刻之幻影扩展版 BlazBlue: Chrono Phantasma Extend ブレイブルー クロノファンタズマ エクステンド      | 街机 PlayStation 3 PlayStation 4 PlayStation Vita Xbox One Windows        | - 游戏最初于2014年将街机框体升级到2.0，2015年作为扩展版移植到PlayStation 3、 PlayStation 4、PlayStation Vita和Xbox One平台，2016年移植到Windows平台                                                       |

## 故事背景
22世纪，出現了來路不明的「黑獸」，「黑獸」的存在已威脅人類的生存，但人類卻對黑獸一點辦法也沒有，最終世界一半的人口皆死於「黑獸」。
就在人類即將滅絕之時，出現了謎樣的白色武士以及他帶領的五位伙伴出面拯救人類，他們被稱為「六英雄」。他們以黑獸的組成物質「魔素」為媒介，創造了萬用的「術式」，以流傳給人類。
獲得新力量的人類在「六英雄」的帶領下成功將「黑獸」給消滅。這個戰役被稱為「第一次魔道大戰」，「六英雄」的事蹟也被流傳至今。
為了不讓大戰期間製造的【魔導書】被濫用，而建立【虛空情報統治機構】進行管理。
【黑獸】被消滅後在世界的大氣留下大量的【魔素】，許多生物都因接觸【魔素】過量而變異成凶暴的【魔獸】。人類為了免於【魔素】過量而帶來的危害，開始在世界各地建立【階層都市】以供人類居住。統治機構在各【階層都市】的最頂層設立支部來進行治安上的管理。時間流逝，統治機構最終成了獨裁統治全世界的最大組織。
統治機構世界性的統治下，【術式】被普及化，人類進入了嶄新的歷史。
統制機構獨裁統治世界經過數十年後，以【術式】為主體的世界，因為人與人之間能力巨大的差距，影響至的貧富、階級等差別。世界各地開始有人累積對統治機構的不滿。
以主階層都市－「斑鳩」組織成「斑鳩聯邦」並發動反抗，開始了「第二次魔道大戰」（斑鳩內戰）。這是人類史上第一次以【術式】來互相攻擊而展開的戰爭。「斑鳩聯邦」因首領被殲滅而瓦解，「第二次魔導大戰」結束。自這個戰役後，統治機構宣示會殲滅所有反抗者。
2199年，出現了一名神秘男子，以一己之力挑戰擁有國家級軍事力量的統治機構。該男人號稱【死神】。
死神有著威力無比的【蒼之魔導書】，獨自將統治機構的支部給完全破壞。死神後被以最高等級SS通緝為賞金首。
【拉格納·布萊德艾奇】潛入【第十三階層都市－迦具土】的情報釋出， 各有不同目的的眾人聚集於該都市，故事開始。

## 遊戲系統

### 基本操作
采用8方向摇杆控制移动，设有3个攻击键和一个D键。运用A、B、C三个攻击键及简单的方向指令可使出不同强度的普通攻击。用D键可发动各个角色的特殊能力。用特定方向指令与攻击键的组合可以使出各式各样的必杀技。

### Drive
对各个角色的特殊能力个统称，各个特殊能力的用法都有很大差异，从而构成了角色自身特有的战略系统。在系列作《神觀之夢》中，將其概念融入世界觀的設定之中，而不單純只是系統上的名詞而已。

### Heat Gauge
现代2D格斗游戏普遍的能量計量表。通过主动进攻和遭受攻擊来累積此計量表。依特定必殺技的需要而消耗。
- 快速取消（Rapid） - 將A、B、C三鍵同時按下可以消耗Heat Gauge50點發動，讓自己動作的硬直立即取消，特定的情況下無法使用。
- 防禦反擊 - 在防禦時對手硬直的時間同時，按下 A + B鍵可以消耗Heat Gauge25點使用，把對手彈開。
- 防禦潰擊 - 消耗25點Heat Gauge可使出的特殊攻擊，只能以BARRIER GUARD擋下，但是會額外消耗較多的防禦計量值。

### Barrier Gauge
防禦時同時按下A、B兩鍵會消耗此計量值，有避免必殺技削血、防禦推開的距離變遠等特性。消耗的Barrier Gauge在一段時間後會慢慢回復。
如此計量值消耗殆盡，會進入DANGER狀態，自身受到的伤害會化為1.5倍，在一段時間後會慢慢回復。

### 消極行動
對戰中若是一段時間不作攻擊只是消極逃跑的話，會被付上受到攻擊1.5倍的狀態。和DANGER狀態相加會變成3倍。

### 防御平衡
此系統在新作BLAZBLUE CHRONOPHANTASMA之中被廢除。

### 術式爆發(Break Burst)、術式超載（Overdrive）
在一、二代中Break Burst有發動次數的限制(最大兩次)。
同時按下 A + B + C + D 使用時可以發動Break Burst把對手彈飛(金色光為直接發動。被對手攻擊中途使用為綠光)。
另外二代中會消耗一半的防禦槽。
第三作CHRONOPHANTASMA則是改為與GUILTY GEAR和P4U相似的模式。圖標點亮時即可使用，使用後圖標會變暗，經過一定時間或遭受傷害會慢慢回復。消耗可以發動以下其中一個效果:
1．Break Burst(被攻擊時A + B + C + D鍵)。CHRONOPHANTASMA往後的系列作取消了金色Burst，只保留了綠色Burst。
2．Overdrive(A + B + C + D鍵)。CHRONOPHANTASMA的新系統，使用後一定時間內強化角色性能。
3．第四作BlazBlue Centralfiction新增只要按下2次OverDriver即可使用特殊攻擊，但僅能使用一次。

### 一击必杀（ASTRAL技）
在一代中，决胜局、对手体力不足35%、自身HG全满时可以使用的特殊招式，打中的话会立即把对手击败。
一般只有拉格納·布萊德艾奇、雷琪兒·阿爾卡特、ν-13可使用，其他角色則是家用版故事模式全破後才可使用，但往後的版本已經取消了這項限制。

## 人物簡介

### 可操作人物
- 所屬條目以首次成為可操作角色的作品為準。

#### 災厄觸發（蒼之繼承者）(BlazBlue: Calamity Trigger)
拉格納・布萊德艾奇（Ragna the Bloodedge，聲：杉田智和、佐藤利奈（幼年））
- 身高：185cm／體重：78kg／生日：3月3日／血型：B／出生地：不明
- 興趣：料理(擅長BBQ)／重要的東西：銀色手鐲／喜歡的東西：天玉烏龍麵／討厭的東西：幽靈、世界虛空情報統治機構／武器：Blood-Scythe(麁正)

男主角，持有最強魔導書「蒼之魔導書」，稱號 「死神」的SS級懸賞犯。個性隨性、沒計劃，戰鬥時總是靠蠻力與對手交戰。對他人的很冷淡，交談時態度很糟，講話語很粗魯，但實際與他相處，就能發現他善良的一面。
以破壞所有能精鍊「叢雲」的「窯」為目的，獨自一人挑戰統制機構並號稱為「死神」統治機構通緝的為懸賞金額最高的SS級懸賞犯，為了尋找妹妹「沙耶」在雷琪兒的建議下前入第十三階層都市迦具土。本作故事正以此為開端。
在CF故事的最後吞噬了所有人的願望，並打開天照單元讓所有人都遺忘掉關於拉格納的記憶，也從畫面得知拉格納因過度使用蒼之魔導書導致身體另一半已黑獸化。
開啟天照單元後，劍被遺留在墳墓前。
琴恩・如月（Jin Kisaragi，聲：柿原徹也）
- 身高：178cm／體重：61kg／生日：2月14日／血型：A／出生地：英國
- 興趣：收集中古摩托／討厭的東西：肉類料理、軟弱的人／武器：冰劍·雪女

拉格納的親弟弟，被人稱為「斑鳩英雄」，個性沉著冷靜面對他人都是毫不關心，甚至可以說是冷酷對待 , 但内心其實充滿野心，而且容易嫉妒，又有強烈的獨占慾望。依照拉格納描述琴恩在小時候是個愛哭鬼而且個性很纖細。年幼時，被十二宗家的「如月家」所收養之後展現出他的才能。就讀於士官學校時已經被分派到部隊之中，畢業後沒多久時間就參加斑鳩內戰且立下莫大的功勞立刻晉升為少校，成為史上最年輕的師團長。在斑鳩內戰中雖然親手殺掉天上，但那部份的記憶卻被照美所竄改刪除。後來精神遭到事象兵器 「雪女」所支配，開始對拉格納抱持強烈的執著與殺意，每當聽到拉格納現身就會無視命令衝向他，之後靠著「秩序之力」成功克服「雪女」的控制，並成功讓它聽命於自己。接受獸兵衛的訓練後，決定拯救受帝所控制的青梅竹馬 - 小椿，單獨前往斑鳩。琴恩與諾愛兒和小誠一起阻止了小椿，並用「秩序之力」將「不死身殺手」的力量抵銷，成功地讓小椿從帝的咒縛陣中解放。之後與拉格納和諾愛兒一起抵抗「巨人·建御雷神」，但拉格納卻被 v 的劍所砍中，體內的力量陷入狂暴狀態，琴恩被拉格納的力量擊中，身受重傷。
在與「結城．照美」的對決中，與拉格納一起並肩作戰，「結城．照美」這位萬惡之源的存在最後以「憑鎧」（憑依鎧甲）的方式吸收「須佐之男單元」後，琴恩與拉格納聯手將他從單元中跩拉出來，並讓拉格納與照美展開最後的生死鬥。
CF故事的最後與諾愛兒一起答應拉格納會守護好他人的未來，後日談中回到統制機構內與神樂一起輔佐帝。
諾愛兒・梵密利歐（Noel Vermillion，聲：近藤佳奈子）
- 身高：157cm／體重：48kg／生日：12月25日／血型：A／出生地：瑞士
- 興趣：寫詩、郵購／重要的東西：父母／喜歡的東西：可愛的事物／討厭的東西：蟲子／武器：魔槍·貝伯克

擁有能將不斷進入迴圈的世界為之解放的力量。在斑鳩内戰時被收容機關保護的戰爭孤兒， 之後被下級貴族梵蜜利歐家所收養，少女失去了一切被收容機關保護前的記憶。個性非常怕生，很不擅長建立人際關係。但內心十分重視照顧自己的家人以及朋友並下定決心要為他們而戰。戰鬥能力優秀，術式適正的評價更是特別地高並以士官學校創校以來最優秀的成績入學。也因為她的才能讓她被選為琴恩的直屬部下。她跟小椿、小誠、麻衣是士官學校時期就認識的好朋友。諾愛兒奉命逮捕脫離統制機構的琴恩。在前往迦具土的途中，成為 「真之蒼」的繼承者，她的命運也從那一刻起，進入重大轉變。之後在追尋琴恩的過程中，遭到哈札馬利用，覺醒成為 「 μ - No.12-」 。 被拉格納救出後投靠第七機關，為了拯救被帝所控制的好朋友 - 小椿，與小誠一起展開行動。經過雷其兒的指導諾愛兒終於能夠順利控制 「蒼之力」跟琴恩和小誠一起合作將小椿救回。
在CF故事的最後與琴恩答應拉格納在之後會守護他人的未來，後日談中辭去在統制機構其職位，回到故鄉當修女。
雷琪兒・阿爾卡特（Rachel Alucard，聲：植田佳奈）
- 身高：145cm／體重：31kg／生日：10月31日／血型：不明／出生地：外西凡尼亞
- 興趣：喝茶／重要的東西：時間、邁森的茶杯／喜歡的東西：牛奶千層派、費南雪／討厭的東西：無聊、青椒

吸血鬼名門阿爾卡特家的大小姐，負責觀察世界異象的「旁觀者」，三輝神單元「月讀」持有者。舉止優雅，說話語氣極為毒辣，實際上心地十分善良，在拉格納小時候與其相遇，在拉格納瀕死的時候給了他「蒼之魔導書」來取代被砍斷的右手。身邊跟著兩隻使魔，分別是體型龐大的黑貓「喵咕」和紅色肥蝙蝠「奇翼」。
在CF故事終盤，玩家都看出雷琪兒與拉格納的關係早已超越了曖昧情感，證實雷琪兒已經對拉格納心生情愫，但拉格納為了啟動「天照單元」，知道自己會從雷琪兒的記憶中消失殆盡，因此最後拉格納在擁抱雷琪兒的時候僅說了一聲「抱歉」後，離她而去。
CF後日談中她獨自在拉格納的墓前守著他，回答了椿的問題後，已確定她完全忘記拉格納，但對她來說眼前「無名之人」的墓的安息者，是相當重要的一個人。
桃兒卡卡（Taokaka，聲：齋藤千和）
- 身高：162cm／體重：42kg／生日：2月22日／血型：O／出生地：卡卡族村落
- 興趣：午睡、吃飯／重要的東西：同伴／喜歡的東西：肉包／討厭的東西：蜿蜒的山路

戰鬥用種族“卡卡族”的一份子，以六英雄之一的獸兵衛基因製造而成，其長相尚未公開。
階層都市的擴建遮蔽了卡卡族的陽光，因此她成為除罪者（咎追い），想藉由捕捉史上赏金首拉格納以取回屬於卡卡族的陽光。個性很像小孩子，會擅自幫認識的人取綽號並以該名稱呼之，食量很大，使用隱藏在靴子和袖子裡的鋼鐵巨爪戰鬥。
CF後日談回到家鄉與族人團聚。
鋼鐵帝卡（TR-0009）（Iron Tager，聲：乃村健次）
- 身高：240cm／體重：550kg／生日：11月23日／血型：機油
- 興趣：瓶中船／重要的東西：九重／喜歡的東西：推理小說／討厭的東西：鹽水

所屬第七機關的軍人，有著〈赤鬼〉之稱的強大戰士。
在二次魔導大戰中瀕死，經九重拯救而重生為改造人。之後以九重的助手身份活動。
與怪物般的外貌相反，行為舉止紳士，語言表現相當博學多聞，對九重忠心不二，連立場不同的白面都曾讚許過他的意志。
真身是芭蕾特隸屬的傭兵部隊隊長，CF一連串事件落幕後與芭蕾特一同行動
莉琪‧菲‧琳（Litchi Faye Ling，聲：高橋智秋）
- 身高：170cm／體重：58kg／生日：7月7日／血型：AB／出生地：上海
- 興趣：麻將／重要的東西：頭髮，老酒(頭上的熊貓)／喜歡的東西：辛辣的燒酒／討厭的東西：優柔實斷的人／武器：萬天柱

在迦具土設立診所的醫生。在東方鎮、浪人街與卡卡族都很有人望。
過去曾是第七機關的人員也是九重的學生，她深愛亞拉酷泥，因此既使他變了不堪入目，她一直在尋找治療亞拉酷泥的方法。為此加入統治機構為帝效力，使用可伸縮的長棍「萬天棒」戰鬥，招式名稱都來自麻將。
CF後日談靜看著亞拉酷泥消逝於世界上後自行回去迦具土與玲花重逢
亞拉酷泥（Arakune，聲：疋田高志）
- 身高：20～200cm／體重：5～1000kg／生日：不明／血型：不明／出生地：不明
- 興趣：不明／重要的東西：知識／討厭的東西：無知

原名為羅伊‧卡邁，曾是〈第七機關〉的研究人員。
因過度干涉「境界」而墮落，身體呈魔素流體，並散失人性。只執著於蒼，以吞食人類維生，體內寄宿無數具攻擊性的蟲類。
CF後日談與莉琪表明不想回人間後並消逝。
萬驅（邦哥）·獅子神（Bang Shishigami，聲：小山剛志）
- 身高：192cm／體重：105kg／生日：1月1日／血型：B／出生地：燈之國
- 興趣：修行、思考必殺技的名字／重要的東西：正義、天上託付的武器／喜歡的東西：溫泉／討厭的東西：惡／武器：五十五寸釘

〈斑鳩反抗軍〉忍者兵團的首領，身材高大肌肉發達，以鼻梁為中心點有十字形的顯眼傷疤。天上的部下，在反抗軍瓦解後，他帶著剩餘的成員逃到〈迦具土〉成立浪人街，視琴恩‧如月為仇人，臉上的傷痕也是對方留下的。
以〈迦具土的守護者〉的名號，成為正義的獎金獵人並定居。
雖然是忍者但性格及其熱血。與其部下皆為男子漢性格，暗戀著莉琪。
CF後日談帶其他人一同回到斑鳩領地並開始復興。
卡爾・克洛弗（Carl Clover，聲：澤城美雪）
- 身高：144cm／體重：35kg／生日：5月5日／血型：AB／出生地：奧地利
- 興趣：小提琴、西洋棋／重要的東西：姐姐／討厭的東西：說謊

少年獎金獵人、傀儡師。擁有強大的傀儡型事象兵器〈機神妮梵娜〉。
為了啟動妮梵娜，卡爾的姊姊被放進其中，由於將姐姐恢復原狀需要蒼之魔導書的力量，而開始追尋拉格納的蹤跡。
CF後日談則遵其父雷利烏斯的話繼承其技術
白面（Haku-Men，聲：柿原徹也）
- 身高：208cm／體重：155kg／生日：不明／血型：不明／出生地：不明
- 興趣：不明／重要的東西：秩序／討厭的東西：黑獸／武器：斬魔‧鳴神

六英雄之首，代表世界的秩序之力，與三輝神的須佐之男融合的英雄人物。
貫徹正義，消滅一切罪惡，成熟穩重，尊敬貫徹自身意志的武人。
曾困入境界，被九重從境界拉出。因為九重糟糕的觀測能力，只取回了20%的力量。但依舊能擊敗世界上絕大部分的人。實力強勁。
於須佐之男單元內的真實身份是過去某次輪迴中跟著拉格納一同跳入窯的琴恩。失去了過去大部分記憶，深受重傷，接受當時還活著的克拉維斯的提議，與須佐之男單元融合，放棄了身為人時的姿態。
結局拜託崔妮蒂將重傷的自己丟入境界，並希望人類不要再打撈出須佐之男單元，重蹈覆轍。
ν-No.13-（聲：近藤佳奈子）
- 身高：155cm／體重：45kg／生日：12月31日／血型：不明／出生地：迦具土
- 興趣：思念拉格納／重要的東西：拉格納／討厭的東西：全部

叢雲系列素體第十三號，封存在階層都市“迦具土”的“窯”的內部。
是第十號事像兵器「神輝·叢雲」
因為過度調整，髮色變為白色，膚色也顯得蒼白，且一邊眼睛戴著眼罩。
對於存在于自己記憶中卻不曾體驗過的一切稱為夢。
只會對自己在意的人用真實的聲音對話。遇到在意的事會表現出衝動的模樣。對不感興趣的人或事物則表現如同機械般無感情。
喜歡拉格納的一切，認為與拉格納合而為一是自己的一切，對拉格納會表現出扭曲的情感。表現的行為則是不停的傷害拉格納。
非常討厭黑鐵直人（因為直人有著與拉格納相似的氣息卻又不是他。)
從頭到尾，都被作為工具利用，自身也理解這一點，卻無法反抗，內心其實渴求著拉格納能夠拯救自己。
CF後日談與諾愛兒一同回鄉，並在教堂裡靜養，但遺忘拉格納其相關記憶。

#### 連續變幻（確率事象）(BlazBlue: Continuum Shift)
彌生椿（Tsubaki Yayoi，聲：今井麻美）
- 身高：160cm／體重：47kg／生日：3月14日／血型：A／出生地：石巢
- 興趣：繪畫、唱歌／喜歡的東西：時代劇／討厭的東西：戰爭／武器：十六夜

隸屬於統制機構第零師團「審判之翼」的中尉。出生於世代服從於統治機構的名門家族，十二宗家之一的彌生家。
與諾愛兒、七夜誠、麻衣等人是摯友。
平時表現出的是成績優秀，溫柔賢淑的少女，喜歡琴恩到了誇張的地步，內心其實一直嫉妒著雖然學科成績平庸，但卻有著優秀戰鬥能力的諾愛兒（之後諾愛兒也因為優秀的戰鬥能力與術士適正能力被選為琴恩的副官，這也使椿更加嫉妒）但自身卻不自知，這份嫉妒之後也遭帝的利用，使其墮入黑暗。
故事中接下抹煞叛變的琴恩少校與諾愛兒少尉。
CF後日談則繼續服役統治機構，與當修女的諾愛兒聊了不少事。
哈札馬（Hazama，聲：中村悠一）
- 身高：183cm／體重：61kg／生日：4月29日／血型：AB／出生地：不明
- 興趣：收集銀色飾品／喜歡的東西：水煮蛋／討厭的東西：貓

統治機構諜報部的上尉，與「帝」之間有著特殊的接觸。
總是表現著溫和的神情，但身邊的人都對其不怎麼信賴。講話的語調聽起來非常饒舌。
很討厭爭執麻煩的事，總以任務為優先目標。
真實身份用來容納照美的容器。
在BBCF劇情中最後自身跳進窯裡面，並期待着拉格納所改變的未來。
七夜誠（Makoto Nanaya，聲：磯村知美）
- 身高：163cm／體重：49kg／生日：4月2日／血型：O／出生地：志那都
- 興趣：袋棍球／喜歡的東西：自助餐、冰淇淋／討厭的東西：歧視

隸屬於統制機構諜諜報部的衛士，階級為少尉。
和諾愛兒與彌生椿從士官學校時期就是摯友關係。性格開朗活力十足，是人際上的的氣氛製造者。
表面上所屬於統治機構，實際上是與第七機構有合作關係的雙面間諜。
CF後日談則繼續服役統治機構，與當修女的諾愛兒聊了不少事。
μ-No.12-（Mu-12，聲：近藤佳奈子）
弒神之劍，諾愛兒的真正姿態，諾愛兒中了哈札馬的計畫，被憎恨和絕望吞沒而受到精煉覺醒為事象兵器[神輝·叢雲]。
一心只想毀滅一切，聽從於素戔嗚尊前往境界，為了擊殺[天照]。
bbcs結局被拉格納逆精煉，恢復成了諾愛兒的樣子。
在bbcp時期，諾愛兒能夠憑藉自身意志，進行神機召喚。變身為μ-No.12-的姿態。
在bbcf劇情前期μ-No.12-作為獨立存在的個體與諾愛兒分離，但之後又與諾愛兒合而為一。
Λ-No.11-（Lambda-11，聲：近藤佳奈子）
- 身高：155cm／體重：45kg／生日：不明／血型：不明／出生地：第七機關九重研究所
- 興趣：觀察腹足綱生物／喜歡的東西：沒什麼／討厭的東西：沒什麼

鍊成素體第十一號，過去因過度試驗而遭到廢棄，被九重用於搭載[理想機關]而回收。
使用墜落窯的NO.-13鍊成素體回收而來的靈魂來啟動，其過去記憶完全被抹去，成為只服從於九重的人偶。
平時感情表現不明顯，對外界反應遲鈍。
個性堅強而溫柔，喜歡照顧人，受到體內紐恩殘留靈魂的影響對拉格納有著特殊的感情，與想要傷害拉格納的紐恩相反，有著保護拉格納的意志。
意外遺失時與拉格納接觸。
bbcs時期為了保護拉格納而死，理想機關被拉格納所吸收（森利道在訪談中曾表示拉姆達在原本故事設定中是要永久退場的角色，但因為拉姆達本身相當高的角色人氣，決定添加拉姆達復活的劇情）
bbcp時期復活，CF後日談與諾愛兒一同回鄉，成為修女。
梵克漢・R・赫爾辛（Valkenhayn R Hellsing，聲：清川元夢）
- 身高：191cm／體重：78kg／生日：9月15日／血型：A／出生地：不明
- 興趣：盆栽／喜歡的東西：懷錶／討厭的東西：沒品性的人

六英雄之一，從上一代就侍奉阿爾卡特家族至今的老年管家。能使用狼人狀態的獸人。
具備強大的戰力以及淵博的知識，平時是溫和的長者之姿，面對敵人時會展露極具兇猛的模樣。
對雷琪兒非常忠心。但不明白雷琪兒對拉格納的興趣。他認為拉格納是沒素質的人。
與黑鐵直人來自相同的世界，於神觀之夢中告知雷琪兒盡可能不要接觸直人。
在BBCF後日談則是在宅邸花園泡著茶等著雷琪兒的歸來。
白金・崔妮蒂（Platinum The Trinity，聲：悠木碧）
- 身高：142cm／體重：37kg／生日：12月13日／血型：AB／出生地：秋津
- 興趣：黑白棋／喜歡的東西：獸兵衛／討厭的東西：蛇、與獸兵衛親近的人

真實身份是統治機構製造出來的次元境界接觸用素體，素體編號是ES:No.28。是相互觀測系統的雏形。
尊敬並跟隨於獸兵衛的二重人格少女。擁有事項兵器『無兆鈴』。能具現化自己認知的武器。
體內有名為『塞那』與『露娜』兩個靈魂。這兩個靈魂經常意見不合而吵架。
無兆鈴中寄宿的六英雄之一崔妮蒂的靈魂。
在結局來到迦俱土中與莉琪以及玲花共同生活。
在外傳漫畫《Variable Heart》中原本被封印於棺木中的幼年白金因為與麻衣產生共鳴而緊急啟動，出現的人格是緊急自衛用人格，被麻衣取名為貝爾，在外傳漫畫的決戰中，因為自身損傷過重而消失。
雷利烏斯・克洛弗（Relius Clover，聲：諏訪部順一）
- 身高：186cm／體重：85kg／生日：6月1日／血型：A／出生地：石土
- 興趣：研究／喜歡的東西：歌劇／討厭的東西：不照順序擺放的書架

統制機構的技術上校，煉成素體的創造主。透過穿越境界而自過去來到現代。
對自己專注研究以外的事情完全沒有興趣。其價值觀對於研究必要，就能使用任何殘忍的手段。
只冷酷於專注著自己的研究，除了對卡路路之外。
以自己的妻子當成素材做出了自稱最強戰鬥人偶的波動兵器「伊格尼斯」。
CF最後對兒子卡路路說出「你就超越我的才智吧」後便穿越境界不知去向。

#### 刻之幻影 (BlazBlue: Chronophantasma Extend)
天音・錦（Amane Nishiki，聲：石田彰）
- 身高：180cm／體重：68kg／生日：11月15日／血型：O／出生地：不明
- 興趣：製作和式點心／喜歡的東西：美麗的事物(主要是美少年)／討厭的東西：繭居

聽到「美少年除罪者」的傳聞而想要將他加入到自己劇團，而到聯合階層都市「斑鳩」之中。
因雷琪兒過度干涉世界而取代雷琪兒為旁觀者，與雷琪兒不同，很享受他人所跳的舞蹈。
芭蕾特（Bullet，聲：行成とあ）
- 身高：175cm／體重：63kg／生日：8月2日／血型：O／出生地：不明
- 興趣：刺繡／喜歡的東西：辛辣的食物／討厭的東西：裙子

原本所屬的傭兵部隊在五年前全滅，為了尋找生死未卜的傭兵部隊隊長而前進聯合階層都市「斑鳩」。
CF後日談與帝卡也就是自己的傭兵部隊隊長一起行動。
阿茲萊爾（Azrael，聲：安元洋貴）
- 身高：203cm／體重：160kg／生日：10月10日／血型：A／出生地：不明
- 興趣：比腕力／喜歡的東西：鬥爭／討厭的東西：湯匙

第七機關所屬士兵，稱號為「狂犬」，因實在太危險而被封印，最後以幫助執行任務為條件而解除封印。
能不靠術式施展極高的戰鬥力。也認為已不存在能與其匹敵的對手，而設計「暴虐縛」限制自己的力量，來體驗戰鬥的樂趣。
過去入侵統制機構時，被時任的統制機構最高司令官鳳一郎・葉月獨自擊退。
在本作神觀之夢裡，與神樂對打並被其看穿攻擊方式單調的弱點，最後在解放暴虐縛等級4的途中被琴恩以煉獄冰夜凍住而戰敗。
十六夜（Izayoi）椿·彌生（Tsubaki Yayoi，聲：今井麻美）
獲得十六夜的進化狀態的椿。追隨正義的道路，斬斷一切罪惡。
具有"不死之身殺手"的能力。
神樂・睦月（KAGURA MUTSUKI，聲：藤原啓治→浪川大輔）
- 身高：187cm／體重：83kg／生日：1月15日／血型：O／出生地：大事
- 興趣：釣魚／喜歡的東西：酒、女人／討厭的東西：搞不懂的事

十二宗家之首睦月家的現任當主，也是統制機構的最高司令官。
雖稱為最高司令官之職，但為實現自己的理念，與九重合作，背叛君臨統制機構頂點的帝。
人稱「黑騎士神樂」、「黑色疾風」。其戰鬥力之高是廣受認可的人物。
九重・A・瑪朱里（KOKONOE A MERCURY，聲：松浦知惠）
- 身高：155cm／體重：42kg／生日：4月18日／血型：B／出生地：綿津見
- 興趣：收集全世界的點心／喜歡的東西：洛希堂巧克力／討厭的東西：刻板印象

六英雄獸兵衛與魔女奈茵的女兒，在「第七機關」任職的科學家。世界首屈一指的天才科學家，不受限於第七機關的理念進行自己的研究。
曾為了調查從第七機關叛逃的前同事，派遣部下花隼前往士官學校潛伏。
史上第一個被統制機構定性為「SS級」通緝犯的人(第二則為拉格納)。
在BBCF後日談則是坐在電腦桌前，看著關於阿茲萊爾的資料報告。
結城照美（YUUKI TERUMI，聲：中村悠一）
- 身高：183cm／體重：61kg／生日：不明／血型：不明／出生地：不明
- 興趣：吉他／喜歡的東西：現場演奏／討厭的東西：蕾琪兒

一直寄宿於哈札馬的六英雄，須佐之男單元原來的持有者，暗中策畫一切的幕後黑手。
表面看起來很粗暴，但其實對所有事情都思慮縝密設計，腦裡很清楚所有事。
能輕意做出任何殘忍的事情，打從心底享受破壞的快感以及他人的悲鳴。
《CF》中，一度奪取白面的身體成為須佐之男，之後被使用日緋色金的琴恩趕出須佐之男單元，最後決鬥中被拉格納殺死。
芹香．A．瑪朱里（CELICA A MERCURY，聲：野水伊織）
- 身高：160cm／體重：51kg／生日：9月8日／血型：A／出生地：魔導都市伊夏那
- 興趣：散步／重要的東西：姐姐、家人／討厭的東西：沒什麼

小說BLAZBLUE（PHASE 0）的主角。
六英雄奈茵（ナイン）的妹妹，罕見能擅長治癒系魔法的魔法使，為了對抗結城照美，九重以暗黑大戰的她為藍本複製出來。
在暗黑大戰時與回到過去的拉格那相遇，並在拉格那犧牲後保管其大衣。
真正的雪莉卡在經歷暗黑大戰後，與幼年的拉格納、沙耶、琴恩相遇並收養三人，也就是拉格那口中的修女，最終在保護沙耶、琴恩時被照美殺害。
於神觀之夢中，因消耗自身生命力讓失去傳送能力的雷琪兒發動傳送魔法而消失。

#### 神觀之夢 (BLAZBLUE CENTRALFICTION)
響音・琥珀（HIBIKI KOHAKU，聲：市來光弘）
- 身高：168cm／體重：51kg／生日：11月7日／血型：A
- 興趣：陶藝／喜歡的東西：東洋點心／討厭的東西：邋遢的人

輔佐十二宗家之首睦月家當主「神樂‧睦月」的秘書。階級為大尉。
雖然很受不了神樂的不正經，但對其還是非常尊敬。跟隨著神樂暗中執行推翻統治機構的計畫。
在BBCF的尾聲則是跟隨著神樂與琴恩輔佐紅炎。
黑鐵直人（NAOTO KUROGANE，聲：島崎信長）
- 身高：176cm／體重：69kg／生日：12月1日／血型：B
- 興趣：疼愛貓咪／喜歡的東西：安息／討厭的東西：眼藥

小說BLAZBLUE〈ブラッドエッジエクスペリエンス〉的主角。
在本作以穿越次元的少年登場。
Drive能力是[blood edge]可以用血液形成武器用於戰鬥、同時也擁有狩人之眼這種特殊能力可以看到其他生物的「數值」。
其有許多和拉格納相似的經歷，原設計是在小說版中塑形成類似拉格納的象徵角色。
被雷其兒告知自己與拉格納差不多是同一個性質的存在，若過度彰顯存在感會導致其中一方消失，也是於本作中被追殺的理由。
最後阻止拉格納暴走後化為魔素。於世界重整之後回歸自己的世界。
奈茵(近衛・A・瑪朱里)（NINE / KONOE A MERCURY，聲：藤村步）
- 身高：171cm／體重：56kg／生日：4月30日／血型：AB
- 興趣：不明／喜歡的東西：芹香與家人／討厭的東西：香菇

六英雄之一。在過去最強魔法師十聖中的No.9（Nine）。能使用太古魔術的魔術師。
被照美殺死後，殘存無意識的靈魂被從「境界」回收，製作成唯一可用[魔法]的人形事象兵器「幻靈」。
但其意識正不斷脫離「帝」的控制...
在神觀之夢的故事中利用巨人「建御雷」的遺骸製作了「鎮魂曲」，打算利用其來取代天照並重新創造世界。
唯一不具有Drive能力的角色，也因此不會受到天照部分的影響。
沙耶/冥王‧伊邪那美（Hades Izanami，聲：cs時期：近藤佳奈子，cp至cf：尤加奈）
- 身高：不明／體重：不明／生日：不明／血型：不明
- 興趣：拼圖／喜歡的東西：世界／討厭的東西：拉格納

統制機構的領導者「帝」，使用拉格納和琴恩的妹妹沙耶為容器，亦為世界「死亡」的存在，又稱「伊邪那美」。
以其為原型製造了一系列次元境界接觸用素體，本身的存在即為天照的Drive能力，只要天照存在其本身也不會消逝。
最後在拉格納的協助下被諾愛兒吸收，其沙耶的人格與記憶也與諾愛兒融合，間接性的影響諾愛兒。
麻衣・棗（MAI NATSUME，聲：早見沙織）
- 身高：162cm／體重：51kg／生日：4月4日／血型：A
- 興趣：鑑賞奇異生物／喜歡的東西：爬蟲類／討厭的東西：很酸的東西／武器：朱彈・突封

漫畫《Remix Heart》、《Variable Heart》的主角，士官學校的學生。
真正身份是十二宗家之一葉月家的獨生子兼下任當家，卻由於被無名的魔導書強行憑依而變成女性，因為變成了女性而失去了繼承人的資格。
漫畫中被確定是傳說中在製作紅之魔導書必要的核心[remix heart](也就是人與魔導書完美融合的個體,已經不再是人類，在蒼翼默示錄所有作品的世界觀中，也是極端稀少的存在)。
而且由於無名的魔導書的關係，獲得了「超味覺」能夠感受到食材生前的心境，使得她無法吃下正常的食物。但却覺得諾愛兒的殺人料理好吃。曾經評價諾愛兒的料理是「神的味道」。
在故事中因為吸收了「探求的魔導書」的「蒼之波動」，自身轉換成了「媒介的魔導書」擁有藉由吻吸收人與事物的特質或能力，並藉由吻傳遞給他人的特殊能力，但自身無法使用吸收而來的能力，後來經過紅之魔導書的事件，喪失了「媒介的魔導書」的能力。
在《Remix Heart》的故事後期，完全接受了體內的「無名的魔導書」，與其完美融合。
在《Variable Heart》中，自身被命名為「白紙的魔導書」理論上擁有吸收所有能力的能力(亦即如果吸收了蒼之魔導書的能力，自身也會變成蒼之魔導書，以此類推)並能為己所用(與「媒介的魔導書」不同)。
在被「第0師團」追殺時，從花隼獲得了發掘兵裝「朱彈=OUTSEAL」(朱弾 ガリアスフィラ=アウトシール)(朱彈・突封)。
士官學校畢業前接受花隼的邀請，加入了第七機構。
BBCF後日談中與花隼護送白金到了迦俱土。
Es（Es，聲：野村真悠華）
- 身高：149cm／體重：38kg／生日：10月15日／血型：不明
- 興趣：情報檢索／喜歡的東西：布丁／討厭的東西：茶碗蒸

《XBLAZE》系列的主角。
於本作中擔任「蒼之門」的守護者，為蒼之少女。在拉格納等人因為巨人建御雷神的影響下化為魔素時備份了他們。故事中在蒼之門前被照美擊敗後得知拉格納是被選中的蒼之男，便化為魔素消失，在拉格納結束一切後又重新現身，繼續守護在蒼之大門前。
素盞鳴尊（SUSANOO，聲：三宅健太）
- 身高：不明／體重：不明／生日：不明／血型：不明
- 喜歡的東西：自由／討厭的東西：天照

CF最終頭目，照美搶奪白面身體變回自身的真正姿態。
之後被使用日緋色金的琴恩趕出須佐之男單元，最後決鬥中被拉格納殺死。
獸兵衛（JUBEI，聲：寺杣昌紀）
- 身高：123cm／體重：25kg／生日：9月3日／血型：O／出生地：久久能智
- 興趣、喜歡的東西：旅行／討厭的東西：被當小貓對待

原名光吉，六英雄之一，名號“雙蓮的獨眼”，事項兵器《夢刀六三四》的持有者。
傳授武術給拉格納的師父，卡卡族的基因原型。
結局中，在暗處看到白金一切安好後，便悄然離開，踏上旅途。
《Variable Heart》中為了回收還未啟動的白金身體時遇見麻衣與花隼。與因為朱彈與素體產生共鳴而短暫被朱彈控制的麻衣打了一場。
於VER2.0版本正式成為可操控角色之一。

### 其他角色
玲花（聲：大型電玩版~藤田佳壽惠/家用版故事模式~加藤有希子）
居住在階層都市“迦具土”東方鎮（オリエントタウン）的實習女醫生，在莉琪的診所當助手。
對自己的工作很很盡責，對常來診所鬧事的萬驅感到頭痛。
花隼・法伊克特（Kajun Faycott，聲：藤田咲）
漫畫《Remix Heart》、《Variable Heart》出場。
麻衣的室友，士官學校的學生。
真正身份是「第7機關」的研究員，九重的部下。就讀士官學校的目的是要調查叛逃的「第7機關」前研究員。
在《Variable Heart》中，救了被「第0師團」追殺的麻衣，並勸說對方到自己所屬的「第7機關」。之後與麻衣偽裝成軍方人員逃亡時，偶然遇到了獸兵衛，之後向對方表明自己的真實身份。
詩織・凱里菲朵（聲：齋藤千和）
- 身高：160cm／體重：41kg／生日：10月9日／血型：O
- 興趣：有關麻衣的一切／喜歡的東西：麻衣／討厭的東西：麻衣的敵人

漫畫《Remix Heart》、《Variable Heart》出場，士官學校的學生。
葉月家分家的成員，接受了暗殺琴恩的委託而轉校到士官學校。
企圖暗殺琴恩時，被麻衣阻撓。後來被自己塗上了毒藥的匕首誤傷，被麻衣所救。
被麻衣救下後，便愛上了麻衣，並經常對麻衣做出讓人側目的舉動。
擅長用毒，卻不擅長應對喪屍(因為喪屍不害怕毒)。
茶茶卡卡（聲：東山奈央）
漫畫《Remix Heart》出場，士官學校的學生。
戰鬥用種族「卡卡族」的一份子。
接受了暗殺麻衣的委託而轉校到士官學校。
蓮・葉月
漫畫《Variable Heart》出場，麻衣的母親。
相貌與麻衣相似。
能力為「擬態者」，能夠把只見過一次的技能完整重現。
與丈夫鳳一次郎合稱為「最強的夫婦」。
鳳一郎・葉月
漫畫《Remix Heart》、《Variable Heart》出場，麻衣的父親。
十二宗家中葉月家的現任當家，前統制機構的最高司令官。稱號為「武帝」。
曾以一人之力擊退「狂犬」阿茲萊爾。被稱作「統制機構的英雄」。
與妻子蓮合稱為「最強的夫婦」。
與九重是舊識，本人卻十分討厭她。此外，現任統制機構的最高司令官神樂也曾受其教訓。
茱莉安
漫畫《Variable Heart》出場，葉月家女僕。
梅芳・拉比絲拉絲莉（聲：伊藤靜）
漫畫《Variable Heart》出場，第零師團團長。

## 專有名詞
第一次魔導大戰（暗黑大戰）
在前90年發生的戰役，人類與黑獸之間的大戰，此大戰大約維持了十年的時間。最後在六英雄的幫助下人類成功的消滅了黑獸。
黑獸（黒き獣）
其實是煉成【叢雲兵器】失敗的【窯】暴走而產生的，不斷吞噬生命而對人類產生威脅。本身為超高濃度魔素的聚集體。在當時六英雄出現以前，人類對黑獸的抵抗完全沒用 ，全世界約一半的人類都死於黑獸。
魔素
充滿在境界之中的物質，也是黑獸的組成物質，在黑獸毀滅後擴散到世界各地，全世界的大地空氣海洋都充滿了魔素。
微量的魔素能中和空氣中的毒素，但大量魔素對生物有害。
術式
由於一般人無法使用「魔法」與「魔術」。因此大魔道士奈茵（ナイン）利用魔法融合科學而創造出被稱做『術式』的新技術。以消耗大氣中的魔素來發動。能使一般人也能掌握「魔法的斷片」。
術式適性
每個人對魔素的耐性不同，對於使用同樣術式的人，術式適性較高的人要消耗的魔素就較少。術式適性極端低下的場合會完全無法使用術式。
魔導書
在第一次魔導大戰中，由六英雄開始流傳，為『行使術式的工具』的存在。【魔導書】也有安全性分級，但皆有著很強大的力量。戰後由統制機構統一管理。
- 蒼之魔導書（蒼の魔道書）

六英雄之一的照美將【窯】收納黑獸的殘骸變化後製成，具有【蒼之力】的最強魔導書。消耗自身體力為代價喚出黑獸破壞及吞噬他人的生命力。
啟動術語：第666拘束機關解放，次元干涉虛数方陣展開，「蒼之魔導書」（blazblue）啟動。
啟動狀態中會持續吞噬持有者的體力，使其釋放出更接近黑獸原本的力量。
在拉格納獲得Λ-No.11-身上的理想機關後，能夠發揮出遠超越原先的力量。
- 碧之魔導書（碧の魔道書）

以「蒼之魔導書」為原型製作出來，被照美所稱之為【蒼之魔導書】的完美版。
但起初拉格納的蒼之魔導書並不完全，其實完整的蒼之魔導書力量遠遠超乎他的想像。
持有者能喚出八歧大蛇形象的[碧之力]，能比擬蒼之魔導書喚出的其黑獸的破壞力。
啟動術語：第666拘束機關解放，次元干涉虛数方陣展開，代號Ｓ．Ｏ．Ｌ，「碧之魔導書」（blazblue）啟動。
啟動狀態中持有者能自動吸收距離自己數公尺內生物的生命力，針對蒼之魔導書改良，啟動狀態完全不需要代價。
- 紅之魔導書（紅の魔道書）

漫畫Remix Heart中登場
傳說中由六英雄之一奈茵制作的魔導書，據說擁有與「蒼之魔導書」相匹敵的能力。
據說其核心需要人類與魔導書完美融合的個體「remix heart」因此麻衣在故事中被利用來作為實驗素材。
製作失敗的殘體最後被哈札馬從麻衣體內回收
- 無名之魔導書（無名の魔道書）

漫畫Remix Heart中登場
沒有名字的魔導書，因為沒有名字，所以自身形態極不穩定，因此才強行依附在偶然發現己身的棗麻衣身上，因為依附對象必須是女性，所以將麻衣的身體改造成了女性。
擁有能夠破除術式封印的能力，此能力在與麻衣完全融合成「白紙的魔導書」後也得到了繼承。
擁有自我意識。
第二次魔導大戰（斑鳩內戰）
故事中數年前的戰役，由斑鳩聯邦反抗軍(イカルガ連邦)對決統制機構，為第一次人類之間以術式與魔導書興起的戰鬥。
此戰役最後由琴恩如月殺害斑鳩聯邦的元首天上(テンジョウ)終結，因此琴恩也被譽為“班鳩之英雄”(イカルガの英雄) 。戰後聯邦擁有的城市被併為第五至第十的階層都市。
世界虛空情報統制機構/統制機構（世界虛空情報管理機關）
使用獨裁政策，直屬於「帝」的組織，管理暗黑大戰所使用的魔導書，而有「圖書館」的別稱。
具有龐大的軍事組織與培養軍士官的士官學校，以「軍事」的方式來管理各個階層都市。
在各階層都市擁有支部，之後改名為「世界虛空情報統制機構」。
第七機關
目標以科學取代並廢除魔素與術式的團體，和統制機構為敵對關係。暗黑大戰之前就已存在著，由小型集團組織集合起來的集合體
摸索為了讓術式原動力的魔導書無力化，正在搜尋原書蒼之魔導書，後來因為真正「蒼之力」的擁有者出現，目標從蒼之魔導書轉為蒼之繼承者。
階層都市
第一次魔導大戰後，地面空氣魔素濃度太高而不適合人類居住，而建造出的特殊都市，由【世界虛空情報統制機構】來管理。外貌為山型，皆以日本神明命名，由下而上排列出居民階級，依序為第十三「迦具土」(カグツチ)、第十二「久久能智」(ククノチ)、第十一「志那都」(シナツ)、第十與第九「秋津」(アキツ)、第八「綿津見」(ワダツミ)、第七「風木津」(カザモツ)、第六「屋毘古」(ヤビコ)、第五「氣吹戶」(イブキド)、第四「直毘」(ナオビ)、第三「石巢」(イワス)、第二「石土」(イワツチ)、第一「大事」(オオコト)。
「蒼」
主司這個世界一切的根源之力，不管是統制機構或是第七機關都想要早一步掌握此根源之力。亞拉酷泥和莉琪曾經描述，境界的力量雖然強大，但最終都會回歸到「蒼」之中。一般人若是與境界有所接觸，自己的意識也會被吸入「蒼」之中，進而無法維持自己的存在。
拉格納持有的蒼之魔導書只是「蒼」的彷造品。真正的蒼之力是由【蒼之繼承者】諾愛兒.梵密利歐所繼承的「目」，具有定義世界一切事象的觀測者之力。
「境界」
『境界』是內容著「蒼」的空間的統稱，內部充滿了魔素。亞拉酷泥、蒼之魔導書持有者拉格納與叢雲兵器本身的ν-13皆可直接從此空間取得力量。而現世與境界之間的狹縫被稱為「狹間」，是第一次魔導戰爭後六英雄之一白面被人類封印之地。
窯
境界之門的別稱，現世進入境界的入口。每座階層都市的地底下都有一個。
核
其實是黑獸的心臟，被人用於【窯】之中來提煉成素體。
高天原（タカマガハラ）
潛藏在【窯】之中的時空系統，利用其就能隨意穿越時空。在哈札馬完成計畫之後就被哈札馬摧毀掉了，使得一切計劃結果的【機率事項】都排除。
確率事項
指的是【在時間上已被確定的會發生的事】，但【確率事項】還是會有變動的可能，此【變動】就稱為【機率事項】。
亞人
在暗黑大戰時出現的人種，遭到魔素影響而產生了變異，但卻沒有變成魔獸得像人類一般活動。此人種的變異狀況會傳至後代，身上大多都有獸類的特徵。此人種被統治機構視為較低等。
卡卡族（カカ族）
其實是原本就居住在階層都市“迦具土”建立前的山麓上的原住民，後來被統治機構以六英雄之一的獸兵衛為基因原型改造為生物兵器，現在居住在階層都市“迦具土”的最底層，具有不受魔素影響的特殊體質。其居住的村子因為迦具土的擴建而照射不到陽光 。
此族的雄性出生率極低，種族單位以百人為上限，當族中有一人死去時，就會自動以無性生殖的方式填補空缺。
六英雄
帶領著人們共同對抗黑獸的六英雄
白面（ハクメン，Haku-Men）
獸兵衛（獣兵衛，JUBE）
結城照美（ユウキ＝テルミ，Yuuki Terumi）
梵克漢‧R‧赫爾辛（ヴァルケンハイン＝R＝ヘルシング，Valkenhayn R Hellsing）
崔妮蒂（トリニティ＝グラスフィール，Trinity）
奈茵（ナイン，NINE / 本名：コノエ＝A＝マーキュリー，Konoe A Mercury）
十二宗家
別名為矛十二士。為暗黑大戦時活躍，建立了統制機構的十二個家族。每一個家族均以日本的月份命名。
睦月(ムツキ)，現任當家為神樂．睦月
如月(キサラギ)
彌生(ヤヨイ)
葉月(ハヅキ)，現任當家為鳳一郎・葉月
事象兵器
為了對抗黑獸，六英雄之一的奈茵以發掘兵器以及封印兵裝·十六夜為基礎開發而成的武裝型魔導書。
發掘兵器（発掘兵装）
事象兵器的原型，是使用了已經失傳的技術製作，具有特殊能力的兵器，為古代文明殘留的歐帕茲。以使用者的靈魂為食糧，並且會持續性削減使用者的生命。因此設下了限制保障使用者。
十六夜
叢雲
草薙
朱彈＝突封
建御雷

## 主題曲
※家用移植版限定
BlazBlue-Calamity Trigger-
OP《蒼-iconoclast》
演唱：KOTOKO/ 作曲：佐佐倉有吾 / 編曲：宮崎歩
BlazBlue-CONTINUUM SHIFT-
OP《碧羅の天へ誘えど（へきらのそらへいざなえど）》
演唱：KOTOKO/ 作曲&編曲：C.G mix
CONTINUUM SHIFT II （大型電玩版）
OP《深蒼》
演唱：椿 彌生（今井麻美）/ 作曲：石渡太輔
CONTINUUM SHIFT EXTEND
OP《蒼穹の光》
演唱：飛蘭 / 作曲&編曲：菊田大輔
CHRONO PHANTASMA
OP《Blue sanction》
演唱：飛蘭 / 作曲&編曲：俊龍
CHRONOPHANTASMA EXTEND
OP《BLUE desire》
演唱：飛蘭 / 作曲&編曲：喜多智弘（Elements Garden）
CENTRAL FICTION
OP《TRUE-BLUE》
演唱：KOTOKO/ 作曲&編曲：C.G mix

### 角色歌曲
《Love so Blue～蒼の鼓動～》
演唱&歌詞：諾愛兒‧梵密利歐（近藤佳奈子）
《お前の鉄槌に釘を打て》
演唱&歌詞：影山ヒロノブ
《烈風》
演唱：獅子神‧萬驅（邦哥）（小山剛志）
《Oriental Flower ～華となれ～》
演唱：莉琪‧菲‧琳（高橋智秋）
《Butterfly Sky》
演唱：七夜誠（磯村知美）
《Bang!Bang!Bigbang!-正義上等! ヒーロー登場!》
演唱：獅子神‧萬驅（邦哥）（小山剛志）

## 出版書籍

### 小說
BLAZBLUE フェイズ0(Phase 0)、BLAZBLUE フェイズシフト(Phase Shift)1~4
由森利道監修，本篇的前日譚。並非外傳而是本篇的一部份，與『刻之幻影』故事模式有密切連結。
著：駒尾真子
画：加藤勇樹
BLAZBLUE ブラッドエッジエクスペリエンス
描述發生在與蒼翼本篇世界相似的另外一個世界中發生的故事。主角是黑鐵直人。全2集
著：駒尾真子
画：kyo
BLAZBLUE 冰刃の英雄
描述斑鳩內戰時期琴恩的故事。與外傳漫畫有所連結。

### 漫畫
BLAZBLUE CHIMELICAL COMPLEX（蒼翼默示錄 錯綜奇想）
於ファミ通コミッククリア連載的漫畫作品。「以CALAMITY TRIGGER」的拉格納篇和諾愛兒篇為主、描述「CALAMITY TRIGGER」以及「CONTINUUM SHIFT」的序章。
画：小早川ハルヨシ，臺灣青文出版社代理發行
BLAZBLUE -ブレイブルー- リミックスハート
以麻衣・棗為主角描述士官學生時代的日子。全4集
画：スメラギ
BLAZBLUE -ブレイブルー- ヴァリアブルハート
リミックスハート續作，描述斑鳩內戰結束後的事。
画：スメラギ

## 線上廣播剧
BlazBlue官方WEB RADIO ぶるらじ，於日本網站niconico動畫線上放送，為Blazblue應援的番組。由杉田智和、近藤佳奈子、今井麻美主役。
幾乎每回都會有嘉賓參與。廣播因風格平易近人而備受歡迎。

## 電視動畫
据NICONICO生放送“ASW25周年纪念节目”中发表的消息，電視动画《苍翼默示录Alter Memory》正式宣布制作决定，于2013年秋季开播。第1話至第3話的内容是災厄觸發（蒼之繼承者）「CT（CALAMITY TRIGGER）」，第4話至最終話為連續變幻（確率事象）「CS（CONTINUUM SHIFT）」的展開。

### 製作人員
- 原作：ARC SYSTEM WORKS
- 监修：森利道
- 监督：橘秀树
- 监督协力：水岛精二
- 系列构成：赤尾凸
- 脚本：赤尾凸 、高桥龙也
- 角色设计、总作画监督：下谷智之
- 音响监督：土屋雅紀
- 音响制作：Studio House
- 音乐制作：Lantis
- 动画制作：teamKG、Hoods Entertainment
- 制作：BLAZBLUE Alter Memory制作委员会

### 主題曲
片頭曲「BLUE BLAZE」
作曲、編曲：R・O・N，作詞、主唱：飛蘭
片尾曲
「REINCARNATION BLUE」
作曲、編曲：，作詞、主唱：結城愛良
「synonym」（第12話）
作曲：石渡太輔，編曲：鈴木マサキ，作詞：三重野瞳，主唱：飛蘭

### 各話列表
| 話數   | 日文標題 | 中文標題       | 劇本                      | 分鏡                    | 演出              | 作畫監督                                   |
| ------ | -------- | -------------- | ------------------------- | ----------------------- | ----------------- | ------------------------------------------ |
| 第1話  |          | 紅色反叛者     |                           | 橘秀樹                  | 橘秀樹            | 錦見樂、中村深雪 山本雅章、真部周一郎      |
| 第2話  |          | 蒼之繼承者     | 橘秀樹、小島正幸 吉田英俊 | 信田祐                  | 磯野智、山村俊了  |                                            |
| 第3話  |          | 旁觀之眼       | 坂田純一                  | 江島泰男                | 志賀道憲 飯飼一幸 |                                            |
| 第4話  |          | 確率事象       | 高橋龍也                  | 和村昭                  | 土屋智義 中智仁   | 福部憲知、稻田俊子 小川浩司、秋山宏        |
| 第5話  |          | 白色雙槍       | 高橋龍也                  |                         | 山口賴房          | 山本雅章、錦見樂 真部周一郎                |
| 第6話  |          | 虛偽的世界     | 高橋龍也                  | 關野昌弘                | 關野昌弘          | 長山延好 關野昌弘                          |
| 第7話  |          | 審判的翅膀     | 高橋龍也                  | 古川知宏                | 信田祐            | 中村深雪、錦見樂 管振宇、李少雷            |
| 第8話  |          | 機械組裝的魂   |                           | 大町生                  | 大町生            | 磯野智、保村成 山村俊了                    |
| 第9話  |          | 秩序之力       | 高橋龍也                  | 藤森一真                | 小林孝志          | 山本雅章、飯飼一幸 岡崎洋美、錦見樂        |
| 第10話 |          | 弒神之繭       | 森利道                    | 名村英俊                | 長岡義孝          | 、阿部可奈子 竹田欣弘                      |
| 第11話 |          | 叢雲覺醒       |                           | 平川哲生                | 江島泰男          | 中村深雪、真部周一郎 飯飼一幸、山村俊了    |
| 第12話 |          | 邁向未來的代價 | 高橋龍也                  | 和村昭、水島精二 橘秀樹 | 信田祐、橘秀樹    | 長山延好、磯野智 錦見樂、中村深雪 下谷智之 |

### 藍光 / DVD
| 卷數 | 發售日         | 收錄話         | 規格編號    | 規格編號    | 規格編號    | 封面角色 |
| 卷數 | 發售日         | 收錄話         | 藍光初回版  | 藍光通常版  | DVD通常版   | 封面角色 |
| ---- | -------------- | -------------- | ----------- | ----------- | ----------- | -------- |
| 1    | 2013年12月25日 | 第1話－第2話   | TEPBZ-54657 | TEPBZ-54658 | TEPBZ-54659 | 拉格納   |
| 2    | 2014年1月29日  | 第3話－第4話   | TEPBZ-54660 | TEPBZ-54661 | TEPBZ-54662 | 諾愛兒   |
| 3    | 2014年2月26日  | 第5話－第6話   | TEPBZ-54663 | TEPBZ-54664 | TEPBZ-54665 | 琴恩     |
| 4    | 2014年3月26日  | 第7話－第8話   | TEPBZ-54666 | TEPBZ-54667 | TEPBZ-54668 | 雷琪兒   |
| 5    | 2014年4月30日  | 第9話－第10話  | TEPBZ-54669 | TEPBZ-54670 | TEPBZ-54671 | Λ-No.11- |
| 6    | 2014年5月28日  | 第11話－第12話 | TEPBZ-54672 | TEPBZ-54673 | TEPBZ-54674 | 結城照美 |

## 外部連結
- （日語）Arc System Works官方網站 （页面存档备份，存于）
- （日語）BLAZBLUE官方網站 （页面存档备份，存于）
- （日語）BLAZBLUE線上電台官方專頁 （页面存档备份，存于）
- （日語）BLAZBUE動畫官方網站 （页面存档备份，存于）
- （繁體中文）《蒼翼默示錄：戰火重燃》官方網站